# Igreja de Santa Margarida em Trastevere
Santa Margherita in Trastevere ou Igreja de Santa Margarida em Trastevere é uma igreja de Roma, Itália, localizada no rione Trastevere, na piazza Sant’Apollonia. É dedicada a Santa Margarida e uma igreja subsidiária da paróquia de Santa Maria in Trastevere.

## História
Esta igreja foi construída em 1288, durante o pontificado do papa Nicolau IV, e reconstruída em 1564 a pedido da nobre Júlia Colonna, que patrocinou ainda a construção do mosteiro vizinho. Na época, era chamada também de Santa Elisabetta (uma referência a Santa Isabel da Hungria) ou Santa Margherita della Scala; as religiosas que viviam no local, mulheres da Ordem Terceira de São Francisco conhecidas como bizzoche (as beguinas italianas) não eram enclausuradas, como se confirma nas atas de uma visita a Roma durante o pontificado do papa Alexandre VII (r. 1655–1667).
A igreja atual, mais ampla, foi construída em 1680 por Carlo Fontana, que alterou a orientação do edifício, que ficava de frente para a estreita via della Lungaretta. O convento foi saqueado durante a ocupação napoleônica de Roma, no início do século XIX, e não foi refundado depois disto. 
A igreja, restaurada em 1893, esteve sob os cuidados da antiga "Confraria de Santo Emídio" até 1996 ao passo que o convento foi transformado em apartamentos particulares no final do século XIX. Desde 1997, a igreja está aos cuidados do clero secular da Diocese de Roma.

## Arquitetura
A nova fachada está dividida em duas ordens. A superior é encimada por uma cruz com ramos de palma, símbolo da vitória do cristianismo; nela se lê a dedicação: "In honorem S. Margheritae V. et M. et S. Emigdii Ep. et M." (“Em homenagem a Santa Margarida, virgem e mártir, e de Santo Emídio, bispo e mártir"). Na inferior está o portal principal, encimado por um frontão semicircular e ladeado por dois nichos vazios, separados por pilastras coríntias.
O interior apresenta uma nave única e três capelas laterais, encimadas por uma abóbada de berço e com uma abside semicircular na extremidade. No altar-mor, adornado com belos mármores, está um quadro do século XVIII de "Santa Margarida Aprisionada", obra de Giacinto Brandi, ladeado por dois ovais de Giuseppe Ghezzi. Numa capela à esquerda está uma obra de Baciccia da "Imaculada com os Santos Francisco e Clara".